# Evgenij Evstigneev
Evgenij Aleksandrovič Evstigneev, in russo Евгений Александрович Евстигнеев? (Nižnij Novgorod, 9 ottobre 1926 – Londra, 4 marzo 1992), è stato un attore sovietico.

## Filmografia parziale

### Attore
- Poedinok (Поединок), regia di Vladimir Michajlovič Petrov (1957)
- Ballata di un soldato (Баллада о солдате), regia di Grigori Chukhrai (1959)
- Stroitsja most, regia di Oleg Nikolaevič Efremov e Gavriil Georgievič Egiazarov (1965)
- Una matta, matta, matta corsa in Russia (Neveroyatnye priklyucheniya italyantsev v Rossii), regia di Francesco Prosperi e El'dar Rjazanov (1974)
- Jazzmen (Мы из джаза), regia di Karen Georgievič Šachnazarov (1983)
- Città Zero (Город Зеро), regia di Karen Georgievič Šachnazarov (1988)

## Premi
- Artista onorato della RSFSR
- Artista popolare della RSFSR
- Artista del popolo dell'Unione Sovietica
- Premio di Stato dell'Unione Sovietica
- Ordine della Bandiera rossa del lavoro
- Ordine di Lenin